# Севостьяник, Виталий Олегович
Виталий Олегович Севостьяник (род. 1 августа 1980) — белорусский футбольный арбитр.

## Биография
Сын футболиста и тренера Олега Севостьяника. В детстве занимался футболом в ДЮСШ г. Гродно, но решил не становиться профессиональным футболистом. Окончил школу с золотой медалью, затем учился на факультете экономики и управления Гродненского университета.
В студенческие годы начал заниматься судейством футбольных матчей и за пять лет прошёл путь от чемпионата области до высшего дивизиона. В 2007 году ему присвоена национальная категория, а с 2009 года судил международные матчи в еврокубках и товарищеские матчи первых сборных. В чемпионате Белоруссии отсудил более 150 матчей в качестве главного арбитра. В сезоне 2019 года работал на 22 матчах, что стало повторением рекорда чемпионатов Белоруссии. В 2016 году стал главным арбитром матча на Суперкубок страны между БАТЭ и солигорским «Шахтёром».
Признавался лучшим футбольным судьёй Белоруссии 2015 и 2019 годов.
В 2023 году стал главным специалистом департамента судейства и инспектирования Белорусской федерации футбола

## Личная жизнь
Женился в 2019 году, супруга Мария — врач скорой помощи.